# Igrišće
Igrišće – wieś w Chorwacji, w żupanii zagrzebskiej, w gminie Jakovlje. W 2011 roku liczyła 731 mieszkańców.